# Frane Adum
Frane Adum, ponegdje Franjo Adum (Herceg Novi, 23. kolovoza 1908. – Zagreb, 8. veljače 1999.), hrvatski novinar, pisac, veslač, podvodni ribolovac, diplomat, sudionik NOB, visoki državni dužnosnik i radijski urednik. Živio u Šibeniku i Zagrebu.

## Životopis
Rođen je 23. kolovoza 1908. od majke Marjete i oca Ivana. Otac Ivan bio je časnik ratne mornarice. Osnovnu školu pohađao je u dva grada. Počeo je u Puli, a završio u Splitu. U Šibeniku je završio realnu gimnaziju 1929. godine. Za boravka u Šibeniku bavio se veslanjem. Uspješan veslač. Veslao je za veslački klub Krka iz Šibenika. Bio je kormilar Krkinog osmerca 1928. godine i državni prvak Jugoslavije. Na međunarodnoj regati iste godine u Budimpešti u troboju Berlin - Budimpešta - Beč osmerac je zauzeo treće mjesto, a u osmercu su bili Ante Jurinić, Petar Iljadica, Dunko Bujas, Slavko Roša, Linardo Bujas, Frane Sunara, Jere Kužina, Dane Blažević i kormilar Frane Adum. 
Studirao u Zagrebu na na Pravnom fakultetu i diplomirao 1937. godine. Od 1941. sudionik hrvatskog pokreta otpora talijanskoj i njemačkoj okupaciji. Poslije rata obnašao diplomatsku dužnost u Švicarskoj, gdje je bio savjetnik Poslanstva FNRJ u Švicarskoj. Potom se vratio u domovinu i bio načelnik u Ministarstvu komunalnih poslova NRH od 1948. do 1949. godine.  
Oženio je Vesnu r. Regner.
Od 1949. je na radiju. Urednik humorističke i drugih uredništava Radio-Zagreba te savjetnik za programe područnih radio-postaja Radio-Zagreba. Od 1949. karijeru je usmjerio u novinarstvo i pisanje. Sve do mirovine bio je u Radio Zagrebu gdje je bio urednikom humorističke i drugih uredništava te savjetnik za programe područnih radijskih postaja Radio-Zagreba. Pisao je humoristička djela tijekom karijere i nakon odlaska u mirovinu. Za emisiju Vedro veče Radio-Zagreba napisao je skečeve i kozerije. Emitirani prilozi izvedeni su i na drugim radijskim postajama: Radio Ljubljani, Radio Beogradu i Radio Pragu. Pisao skečeve, kozerije, humoristične radio-aktovke, komedije, radiodrame za djecu i reportaže. Neka djela prevedena su mu na slovenski i mađarski. Djela su mu izvedena na Radio Zagrebu (emisija Vedro veče), Radio Ljubljani, Radio Beogradu, Radio Pragu, Radio Sarajevu. Humorističke radio-aktovke napisao za zagrebački, sarajevski i ljubljanski radio. Za radio adaptirao djela poznatih književnika. Adaptirao za radio djela Iva Vojnovića, Mirka Božića i Ranka Marinkovića. Pisao je komedije, radiodrame za djecu i reportaže, Od 1956. utorkom na II. programu Radio Zagreba emitirala se humoristična emisija Porodica Veselić, za koju su tekstove pisao Adum, pored ostalih. Djela su mu obljavljena u više časopisa i novina: u Mornaru, Vjesniku, Naprijedu, NIN-u, Smibu, Vikendu, Modroj lasti, Roditeljima i školi, Zdravlju, Sam-u, Zdravlju i dr. Dio radova preveden na slovenski i mađarski.
Bio je veliki zaljubljenik u more. Osim veslanjem, bavio se podvodnim ribolovom. 1950-ih ulovio je primitivnom puškom na feder rekordne kirnju od 50 kg koju se smatra najvećom ikad ulovljenom u Jadranu, čime je obilježio povijest podvodnog ribolova u Hrvata. Adumov podvig utoliko je veći što je ulovljena davnih 1950-ih primitivnom puškom na oprugu.
Uspješan kao veslač. U osmercu Krke 1928. bio državni prvak Jugoslavije a njegov osmerac Ante Jurinić, Petar Iljadica, Dunko Bujas, Slavko Roša, Linardo Bujas, Frane Sunara, Jere Kužina, Dane Blažević i kormilar Frane Adum iste godine je u Budimpešti bio treći na međunarodnoj regati u Budimpešti na troboju Berlin - Budimpešta - Beč.
Umro je u Zagrebu u 90. godini.

## Nagrade
Dobitnik više društvenih priznanja. Ističu se:
- godišnja nagrada Društva novinara Hrvatske 1954.
- nagrada na festivalu u Novom Sadu 1957. za radijske adaptacije književnih djela
- nagrada na festivalu u Kopru 1963. za radijske adaptacije književnih djela